# Triple Play 96
A Triple Play 96 baseball-videójáték, a Triple Play sorozat első tagja, melyet az Extended Play fejlesztett és az EA Sports jelentetett meg. A játék 1995. március 18-án jelent meg Sega Genesis otthoni videójáték-konzolra, kizárólag Észak-Amerikában. A 96 a sorozat egyetlen tagja, melyhez nem váltották meg a Major League Baseball licencét, habár a Major League Baseball Players Association-licencnek hála a játékosok a valós nevükön szerepelnek. A játék Gold Edition alcímmel egy felújított verziót is kapott 1996-ban, amelyben az 1996-os Major League Baseball-szezonhoz vannak igazítva a csapatkeretek, valamint egy új játékmódot is tartalmaz.

## Fogadtatás
| Összegzőoldal | Értékelés |
| ------------- | --------- |
| GameRankings  | 88%       |

| Szerző          | Értékelés |
| --------------- | --------- |
| Next Generation | [ 3 ]     |

A Next Generation szerkesztői 3/5 csillagra értékelték a játékot, megjegyezve. hogy  „A Triple Play Baseball erős baseballjáték, és felállhat a Sega World Series ’95-je mellé.” A GamePro szerkesztője grafika terén 3,5/5, míg a hangzás, az irányítás és a szórakozás tekintetében 4/5 pontot adott a játékra, legfőbb negatívumként az irányítást felhozva, összegzésként kiemelte, hogy „Csodás, hogy a baseball végre visszatért és a Triple Play Baseball ’96 még inkább üdvderítőbbé teszi azt. Még egy pár ilyen Major League-akció, és talán el is felejted, hogy a sztrájk valaha is megtörtént.”
A Gold Editiont az Electronic Gaming Monthly az 1996-os év második legjobb Genesis-játékának választotta.

## Fordítás
- Ez a szócikk részben vagy egészben  a   Triple Play Baseball '96 című angol Wikipédia-szócikk ezen változatának fordításán alapul.  Az eredeti cikk szerkesztőit annak laptörténete sorolja fel. Ez a jelzés csupán a megfogalmazás eredetét és a szerzői jogokat jelzi, nem szolgál a cikkben szereplő információk forrásmegjelöléseként.